# 이경규의 굿타임
《이경규의 굿타임》은 SBS에서 2004년 3월 19일부터 2004년 10월 8일까지 방영되었으며, 문제도 풀고, 건강식도 먹는 신개념 정보 버라이어티 퀴즈 프로그램이다.
한편, 이 프로그램은 2003년 6월 막을 내린 KBS 2TV 야!한밤에 이후 줄곧 MBC에서만 활동해 온 이경규의 SBS 진출작으로 화제가 되었으나 자사 진실게임 '베끼기' 프로그램이란 지적을 샀고 결국 1년을 넘기지 못했으며 SBS는 해당 프로그램 이후 2010년 <맛있는 초대>를 통해 금요일 9시 55분 신설 예능 프로그램을 간신히 내보낼 수 있었다.
아울러, SBS는 해당 프로그램의 조기종영 후 금요일 밤 9시 55분에 예능-오락 프로그램을 편성하지 않았다가 2008년 5월 9일부터 금요일 밤 8시 50분에 방송된 웃음을 찾는 사람들을 그 해 10월 31일부터 이동 편성했다.

## 출연진
- 진행: 이경규
- 연출: 심성민 -> 하승보

## 결방
- 2004년 4월 30일 - 〈특집 브레인 체인지〉[5] 편성
- 2004년 6월 4일 - 8시 50분부터 제 41회 대종상 영화제 편성
- 2004년 7월 16일 - 특집 〈금요 서스펜스〉[6] 편성
- 2004년 8월 13일 - 올림픽 특선영화 광복절 특사[7] 편성
- 2004년 8월 20일 - 올림픽 관련 프로그램 편성
- 2004년 8월 27일 - 올림픽 관련 프로그램 편성
- 2004년 9월 24일 - 8시 50분부터 추석 가족특선대작 해리 포터와 마법사의 돌[8] 편성